# ジョン・ライアン (第4代ストラスモア＝キングホーン伯爵)

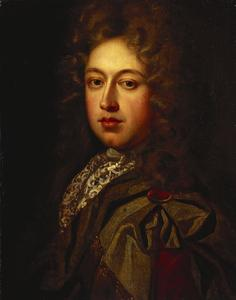
第4代ストラスモア＝キングホーン伯爵、1691年頃。

第4代ストラスモア＝キングホーン伯爵ジョン・ライアン（英語: John Lyon, 4th Earl of Strathmore and Kinghorne、1663年5月8日 – 1712年5月10日）は、スコットランド貴族。

## 生涯
第3代ストラスモア＝キングホーン伯爵パトリック・ライアンとヘレン・ミドルトン（初代ミドルトン伯爵ジョン・ミドルトンの娘）の長男として、1663年5月8日に生まれた。
1691年9月21日、エリザベス・スタンホープ（第2代チェスターフィールド伯爵フィリップ・スタンホープの娘）と結婚、7男3女をもうけた。
- パトリック（1692年 – 1709年9月） - 早世、生涯未婚。グラームズ卿の儀礼称号を使用
- フィリップ（洗礼日1693年10月29日 – 1712年3月18日） - 早世、生涯未婚。グラームズ卿の儀礼称号を使用
- ヘレン（1695年 – 1723年12月19日） - 1714年、第7代ブランタイア卿（英語版）ロバート・ステュアートと結婚
- ジョン（1693年以降 – 1715年） - 第5代ストラスモア＝キングホーン伯爵
- メアリー（1697年 – 1780年5月26日） - 生涯未婚
- チャールズ（1699年 – 1728年） - 第6代ストラスモア＝キングホーン伯爵
- ヘンドリー（Hendrie、洗礼日1700年7月1日 – ?） - 早世
- ジェームズ（1702年 – 1735年） - 第7代ストラスモア＝キングホーン伯爵
- トマス（1704年 – 1753年） - 第8代ストラスモア＝キングホーン伯爵
- キャサリン（1707年 – ?） - 早世

1695年5月15日に父が死去すると、ストラスモア＝キングホーン伯爵の爵位を継承した。1707年合同法に反対したという。ジャコバイトの疑いをかけられたが、病気がちのためグラームズ城を動けなかったことから、辛くも追及を免れた。
1712年5月10日に死去、長男ジョンが爵位を継承した。